# Peón retrasado
|    |    |       |       |    |    |    |    |    |  |
|    | a8 | b8    | c8    | d8 | e8 | f8 | g8 | h8 |  |
| a7 | b7 | c7    | d7    | e7 | f7 | g7 | h7 |    |  |
| a6 | b6 | c6 pd | d6    | e6 | f6 | g6 | h6 |    |  |
| a5 | b5 | c5    | d5 pd | e5 | f5 | g5 | h5 |    |  |
| a4 | b4 | c4    | d4 pl | e4 | f4 | g4 | h4 |    |  |
| a3 | b3 | c3    | d3    | e3 | f3 | g3 | h3 |    |  |
| a2 | b2 | c2    | d2    | e2 | f2 | g2 | h2 |    |  |
| a1 | b1 | c1    | d1    | e1 | f1 | g1 | h1 |    |  |
|    |    |       |       |    |    |    |    |    |  |

En ajedrez, un peón retrasado es un peón que no tiene peones del mismo color por detrás en columnas adyacentes y que no puede avanzar de forma segura.
Los peones retrasados normalmente son una desventaja posicional ya que no se pueden defender con otros peones. También, el oponente puede colocar una pieza delante del peón sin riesgo de que un peón la expulse y evitando que el peón pueda avanzar. Si el peón retrasado está en una columna semiabierta entonces la desventaja es mucho mayor ya que puede ser atacado mucho más fácilmente por una torre o una dama contraria. Las piezas pueden convertirse en débiles cuando están encargadas de proteger un peón retrasado.
La teoría de aperturas moderna tiene varias aperturas en las que uno de los jugadores deja deliberadamente un peón retrasado, a cambio de un mejor desarrollo. Los ejemplos más notables están en la Variante Najdorf y la Variante Pelikan-Sveshnikov de la Defensa siciliana. En estas variante el negro tiene un peón retrasado en d6 a cambio de mejor juego de piezas y el control del centro.